# Oenanthe peucedanifolia
Oenanthe peucedanifolia — вид рослин з родини окружкових (Apiaceae), поширений у Алжирі та Європі крім півночі й сходу.

## Опис
Багаторічна рослина 40–80 см, зелена. Стебло досить тонке, стисле, порожнисте, борознисто-кутове. Листки майже всі однакової форми, двоперисті, з лінійно-подовженими сегментами. Квіти білі. Зонтики досить маленькі, мають 5–10 променів. Плід еліптичний.

## Поширення
Поширений у Алжирі, Європі крім півночі й сходу.